# Stazione di Savona
La stazione di Savona, detta anche Savona Mongrifone per distinguerla dagli altri impianti cittadini, è la principale stazione ferroviaria della città di Savona. È posta sulla linea Genova-Ventimiglia ed è punto d'origine della linea per Torino.

## Storia
La stazione fu costruita tra il 1959 e il 1962 nel quartiere Mongrifone, per sostituire la vecchia e più centrale stazione Savona Letimbro, nell'ambito del raddoppio della linea Genova-Ventimiglia che prevedeva la dismissione del vecchio tracciato a binario unico posto prevalentemente a pochi passi dal mare con uno a doppio binario situato a monte. Il disegno del fabbricato viaggiatori e di alcuni particolari architettonici avvenne su progetto dell'ingegnere Pier Luigi Nervi.
L'inaugurazione avvenne nel settembre del 1962 alla presenza del Presidente della Repubblica Antonio Segni, anche se la stazione non divenne immediatamente operativa. I lavori per la realizzazione della nuova linea ferroviaria tra Savona e Finale Ligure infatti non erano ancora terminati e si dovettero attendere altri quindici anni. L'intera opera fu quindi ultimata nel 1977 ed il 12 maggio dello stesso anno il primo convoglio passeggeri formato da un quintetto di automotrici ALe 601 e rimorchiate giunse sotto le pensiline della nuova stazione di Savona Mongrifone.
Nel 2009 il fabbricato viaggiatori subì un radicale restyling  che ne rimodellò gli spazi interni.
 In particolare venne reso disponibile il piano terra dell'edificio, dove inizialmente  era presente un terrapieno erboso davanti e realizzato l'ingresso principale di stazione dove prima era un piano interrato sotto le biglietterie. Un successivo intervento avvenuto nel 2011 interessò il sottopassaggio principale con il rifacimento totale del contro-soffitto, della pavimentazione e l'installazione di cinque ascensori.

## Strutture ed impianti

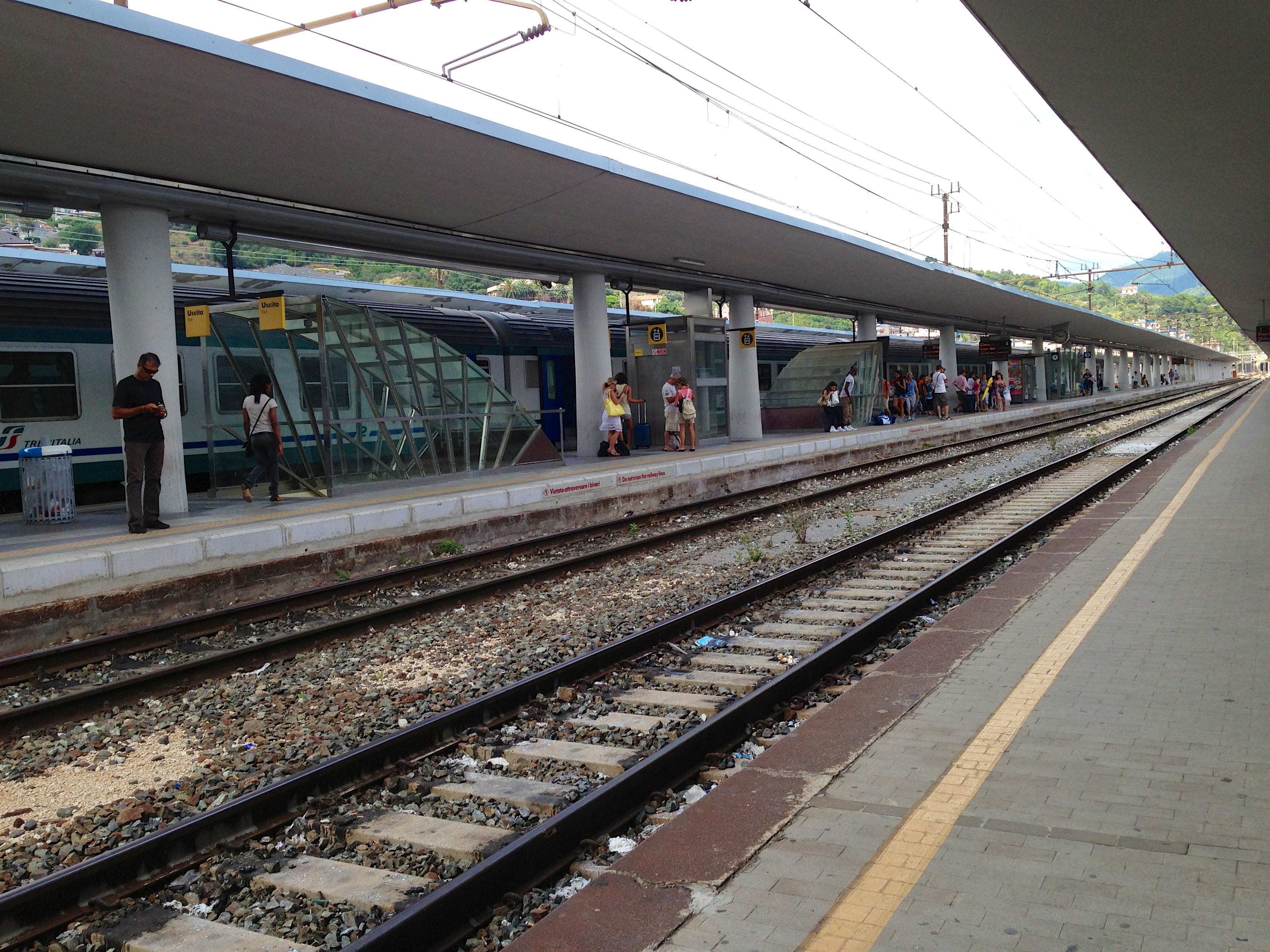
Il primo ed il secondo binario della stazione

Il fabbricato viaggiatori è composto da una serie di edifici in vetro e cemento a vista fra loro collegati, il principale dei quali ospita i locali commerciali, mentre un altro è dedicato ai locali di servizio.
Il piazzale di stazione è formato, complessivamente, di 21 binari, di cui 11 per il servizio passeggeri dotati di lunghissime pensiline (nove passanti e due tronchi). Il fascio binari di stazionamento è composta da quattro binari per la pulizia delle vetture (di cui uno interamente coperto da un edificio lungo 250 m ed alto 8 per la manutenzione ciclica a treno completo). Sei binari sono adibiti alla sosta delle vetture, per un totale di poco più di venti chilometri di strada ferrata. L'impianto è sede IMC (Impianto Manutenzione Corrente) di Trenitalia dove si trovano il Treno Soccorso di I° categoria (primo convoglio).

## Raccordi
La stazione dispone di un raccordo a doppio binario atto a collegare lo scalo merci di Savona Parco Doria, le Officine Trenitalia (OMR/OMV), il Deposito locomotive (OML) dove ha sede il Treno Soccorso di I° categoria (secondo convoglio) e la stazione di Savona Marittima, quest'ultima ubicata all'interno delle aree portuali.

## Movimento
La stazione è servita da treni regionali, regionali veloci e Intercity svolti da Trenitalia ed altri collegamenti a lunga percorrenza del medesimo operatore.

## Servizi
L'area commerciale della stazione è gestita da RFI e classificata nella categoria gold, cioè di livello 3 su 4, impianti medio/grandi ad alta frequentazione. Offre i seguenti servizi:
- Biglietteria a sportello
- Biglietteria automatica
- Ufficio informazioni turistiche
- Sale d'attesa
- Bar
- Edicola
- Supermercato
- Negozi
- Sottopassaggi
- Accessibilità e assistenza per portatori di handicap
- Ascensori
- Telefoni pubblici
- Bancomat
- Distributori automatici di snack e bevande
- Servizi igienici (a pagamento)
- Posto di Polizia ferroviaria

## Interscambi
La stazione permette i seguenti interscambi:
- Stazione taxi
- Fermata autobus
- Stazione bus TPL
- Palacrociere - Stazione Marittima
- Parcheggio
- Parcheggio bici

## Galleria d'immagini

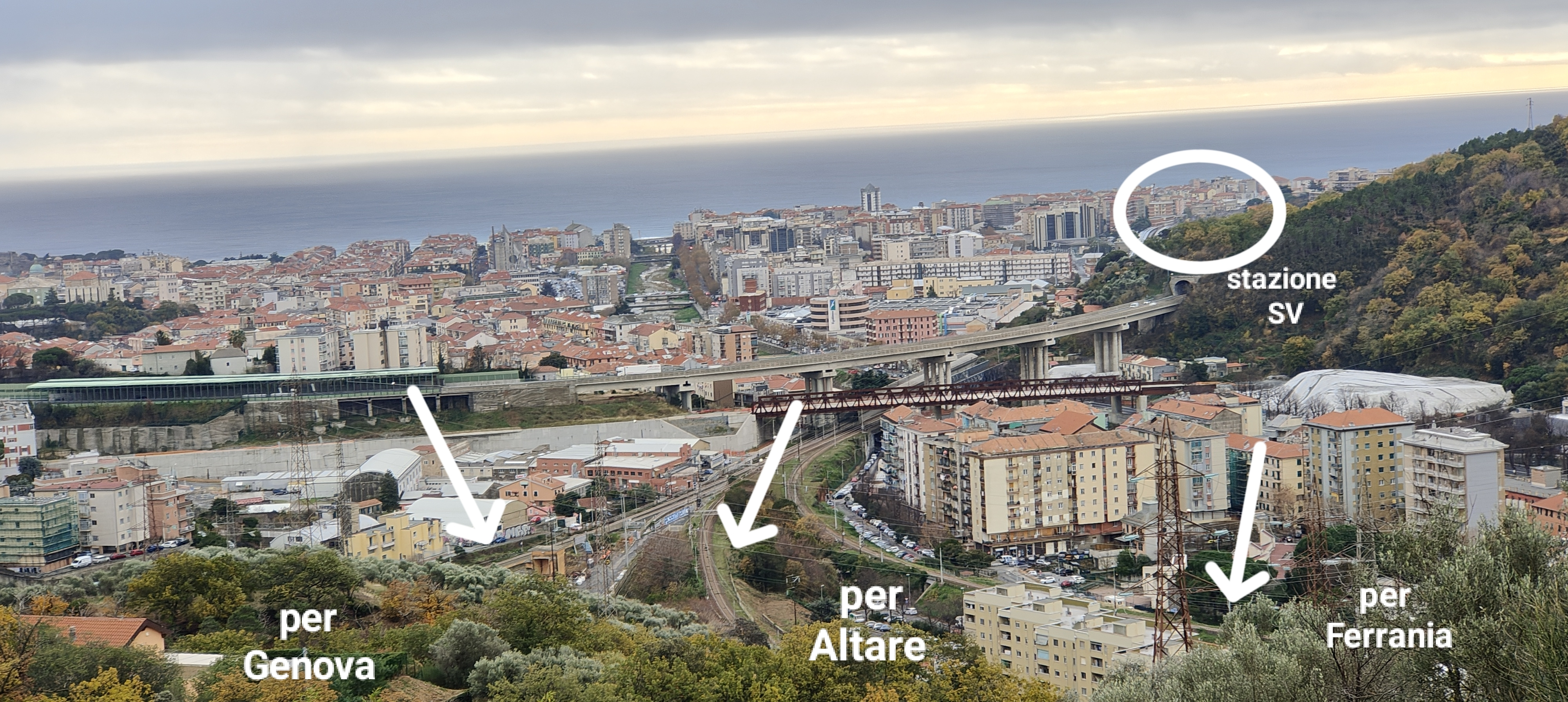
I tre tracciati provenienti dalla Val Bormida, dal Piemonte e da Genova verso la stazione (cerchio)
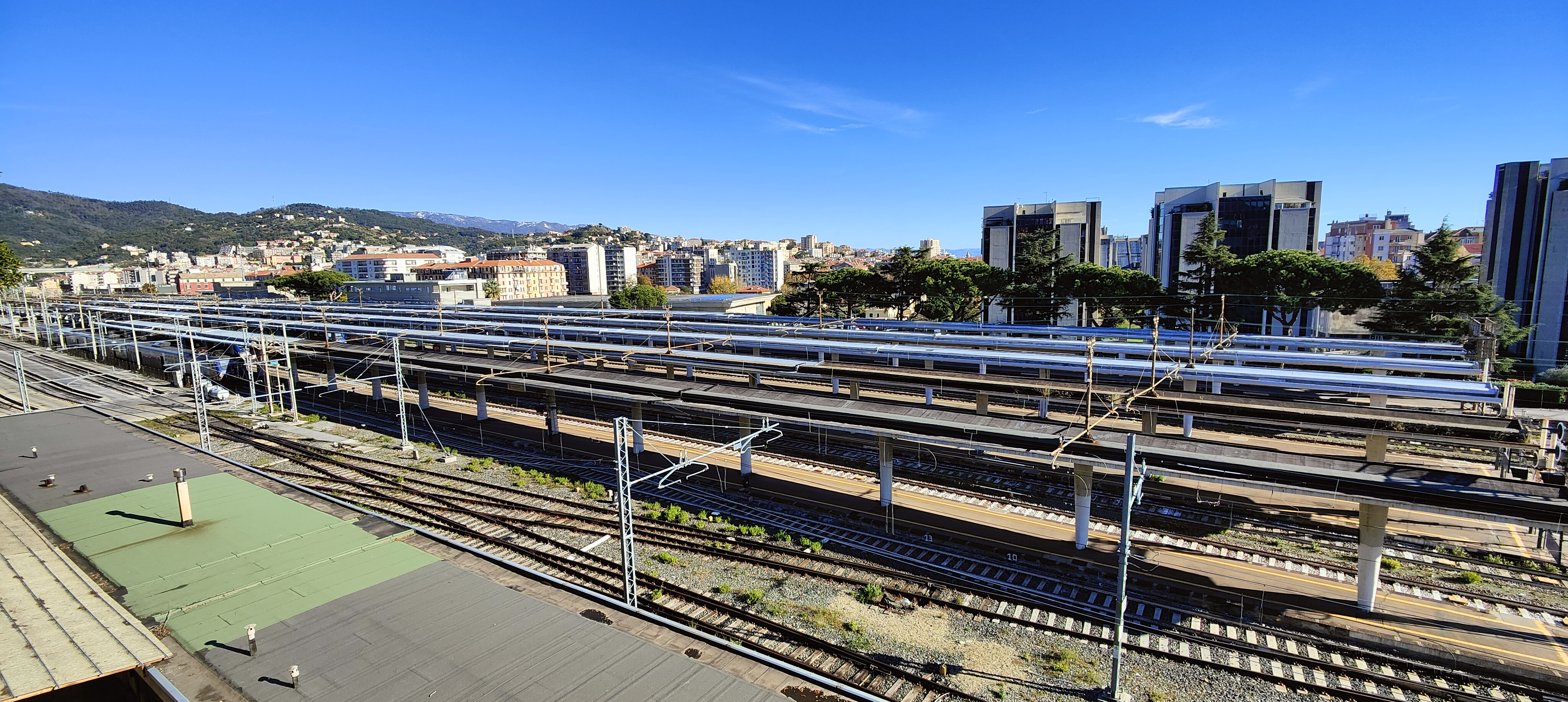
Panoramica del fascio binari visto da via Fontanassa
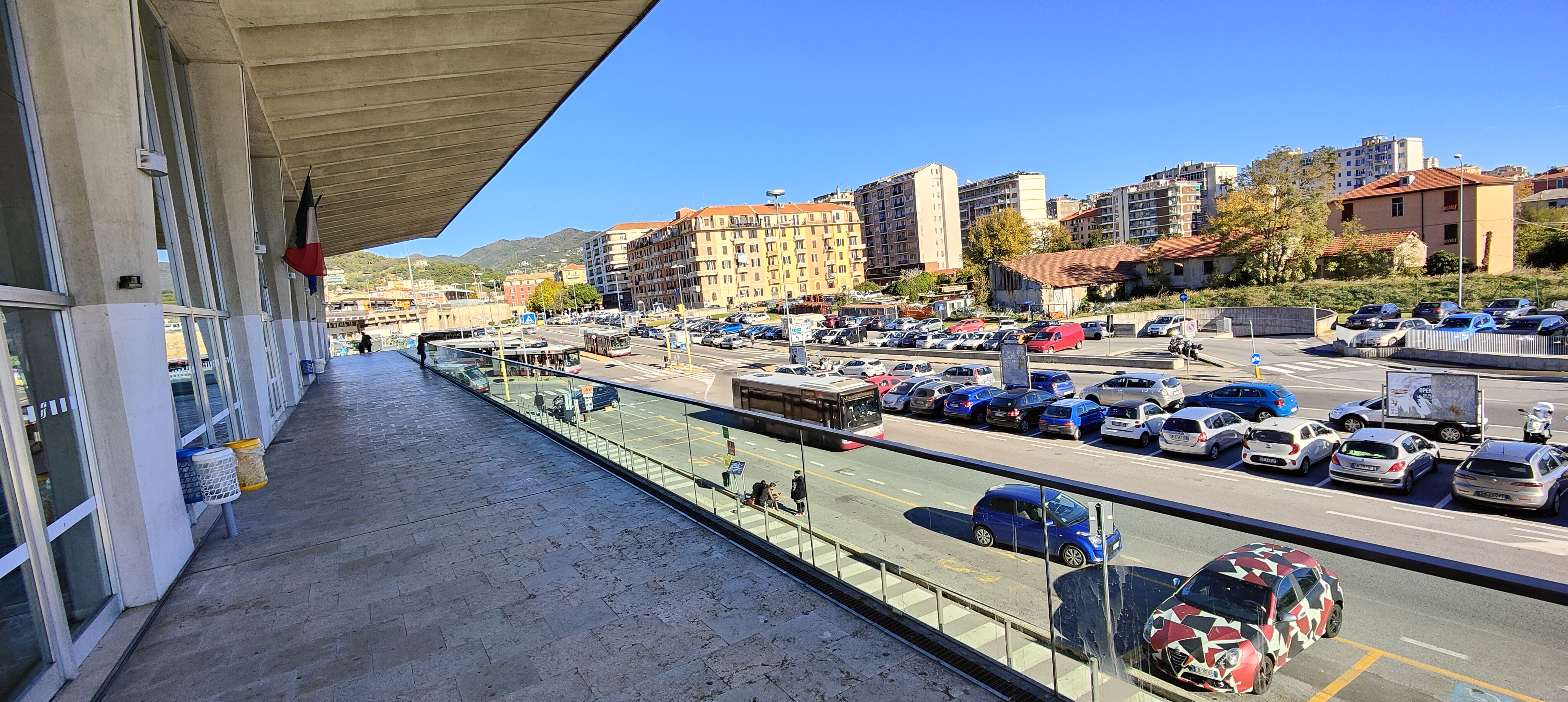
La grande balconata anteriore (lunga 77 mt.) su largo Folconi
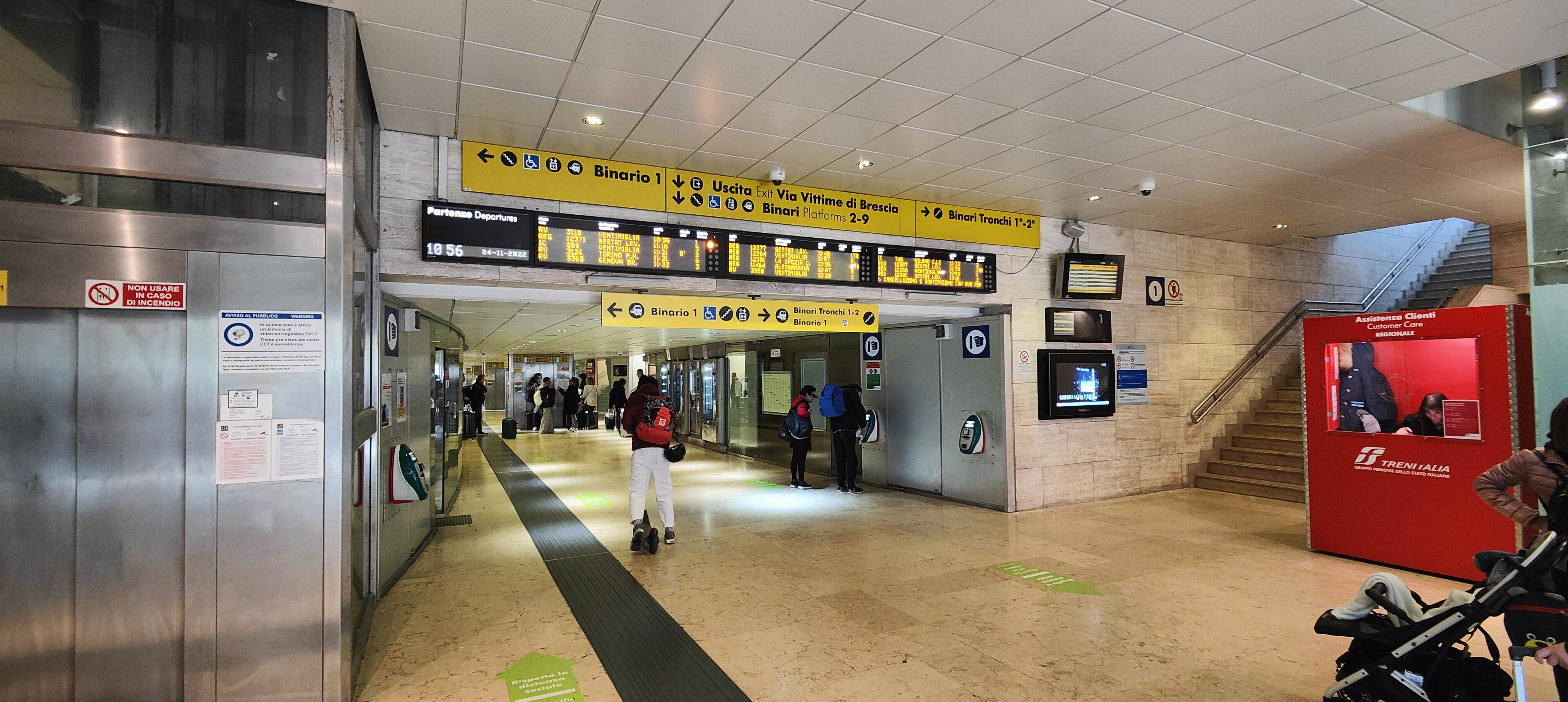
Piano 1º: corridoio verso binari
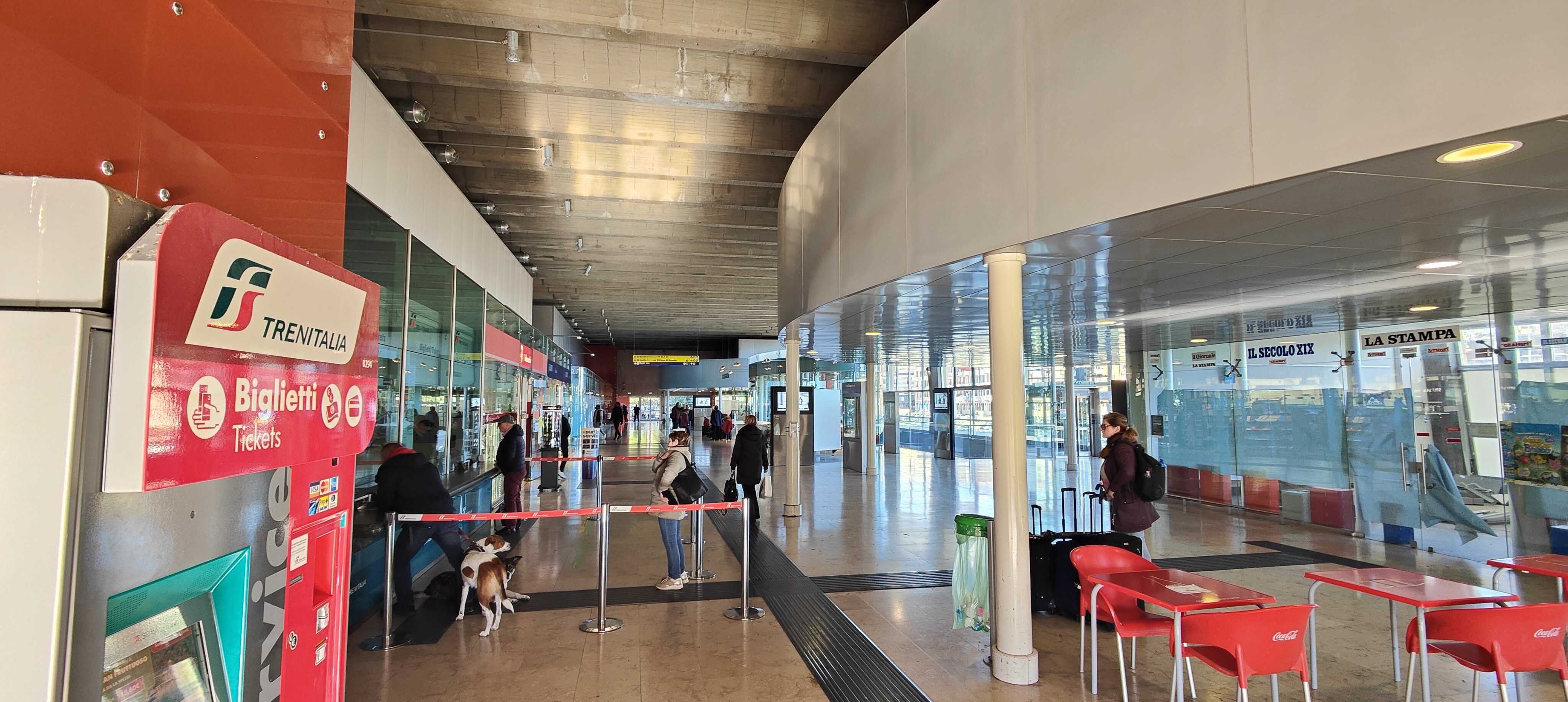
Piano 1º: biglietteria, tabaccheria e bar
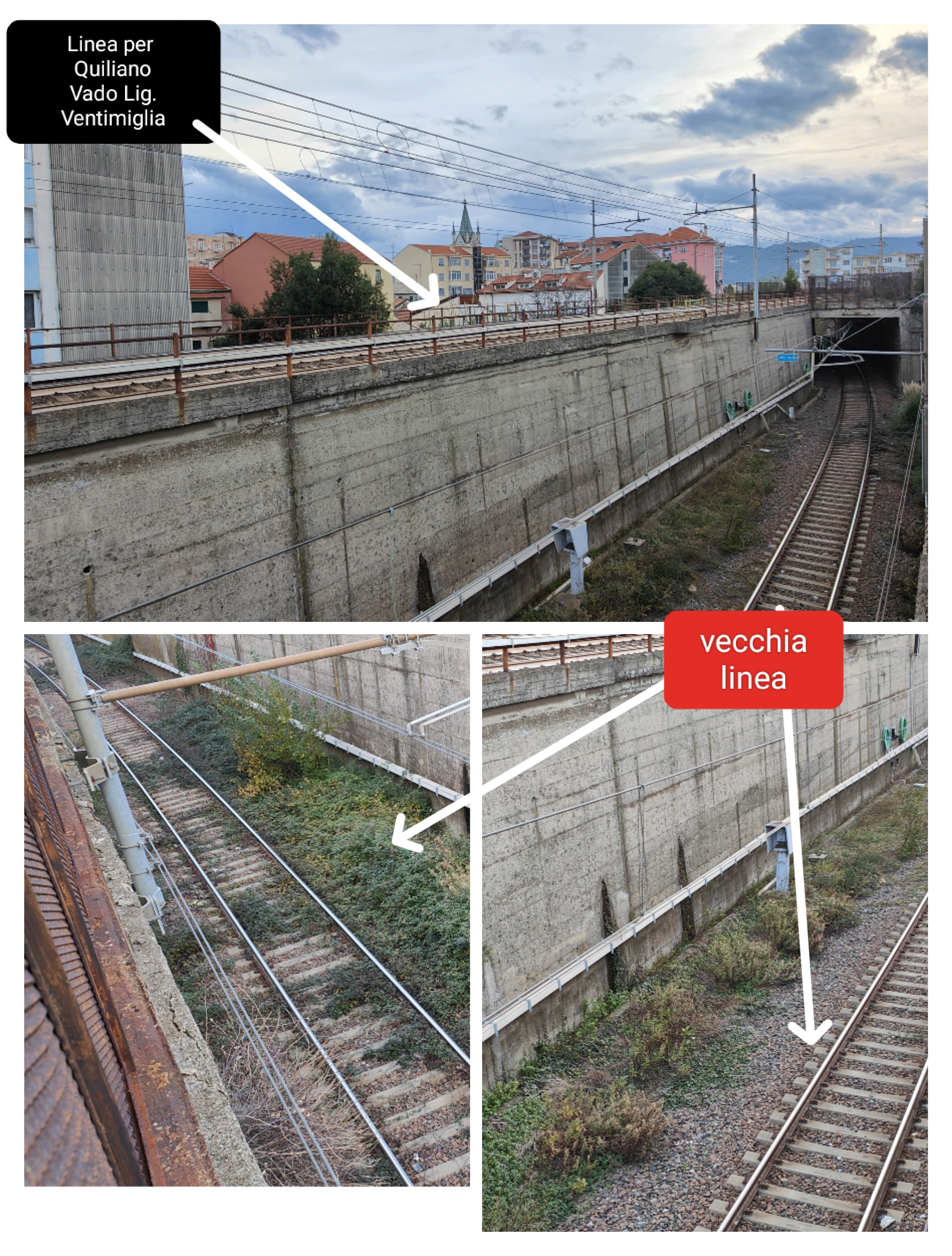
Foto dalla strada parallela di Savona in via Frumento: la nuova linea dal 1977 per Quiliano in direzione Ventimiglia e sotto: la vecchia linea che proveniva dalla Letimbro. Entrambe ora provenienti dall'unica stazione savonese (Mongrifone)
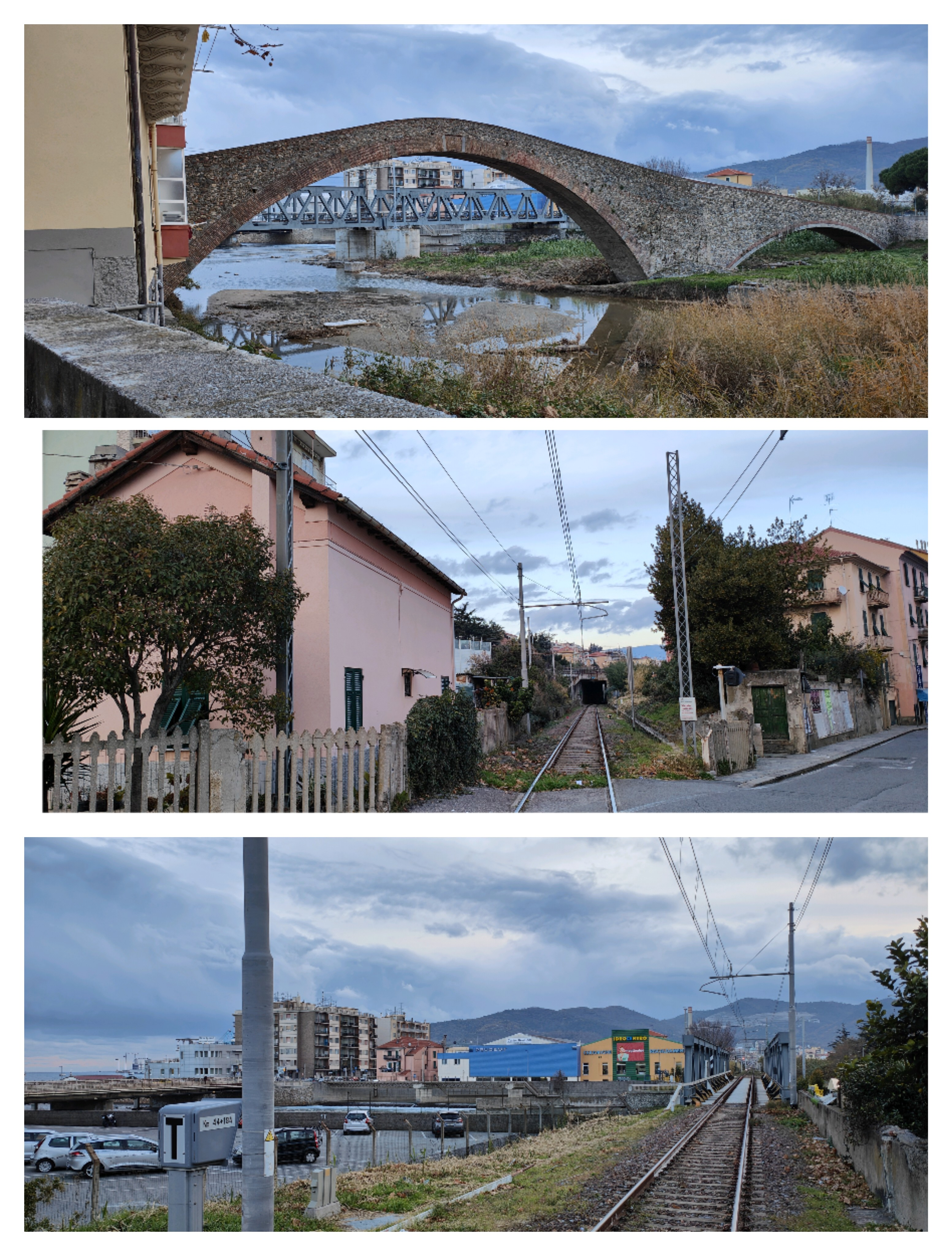
Savona Zinola:  il PL in via Quiliano, zona vicino la chiesa di S. Spirito Concezione in direzione Vado Ligure